# The King of Fighters XI
The King of Fighters XI är ett fightingspel utvecklat av SNK Playmore, och utgivet 2005 som arkadspel och konsolspel. Spelet är det elfte i serien The King of Fighters. Spelet släpptes först till arkadmaskiner, och porterades även till Playstation 2 och släpptes i Japan 2006, och i Nordamerika 2007.

## Handling
Vissa ställer upp i turneringen för att undersöka Orochi och slagskämpen Ash Crimson, medan andra ställer upp för att nå bra resultat. Spelet innehåller 33 figurer, av vilka sju endast medverkar i PS2-versionen, fem mellanbossar och två bossar. Gamla figurer blandas med nya.

### Fotnoter
1. ↑  ”The King of Fighters XI” (på engelska). The King Of Fighters Official Website. 28 mars 2005. http://kofaniv.snkplaymore.co.jp/english/history/history.php?num=kofxi. Läst 21 maj 2015.
2. ↑  ”The King of Fighters XI” (på engelska). Mobygames. 28 mars 2005. http://www.mobygames.com/game/king-of-fighters-xi. Läst 21 maj 2015.